# Сулаб
Сулаб (перс. سولاب) — село в Ірані, у дегестані Шагсаван-Канді, в Центральному бахші, шагрестані Саве остану Марказі. За даними перепису 2006 року, його населення становило 5 осіб, що проживали у складі 4 сімей.

## Клімат
Середня річна температура становить 14,14°C, середня максимальна – 33,21°C, а середня мінімальна – -8,54°C. Середня річна кількість опадів – 263 мм.
| Клімат поселення                              | Клімат поселення | Клімат поселення | Клімат поселення | Клімат поселення | Клімат поселення | Клімат поселення | Клімат поселення | Клімат поселення | Клімат поселення | Клімат поселення | Клімат поселення | Клімат поселення | Клімат поселення |
| Показник                                      | Січ.             | Лют.             | Бер.             | Квіт.            | Трав.            | Черв.            | Лип.             | Серп.            | Вер.             | Жовт.            | Лист.            | Груд.            |                  |
| Середній максимум, °C                         | 8,77             | 10,74            | 16,26            | 22,82            | 27,34            | 32,33            | 33,21            | 31,97            | 27,68            | 22,25            | 15,81            | 9,26             |                  |
| Середня температура, °C                       | 0,11             | 2,10             | 7,61             | 14,16            | 18,69            | 23,67            | 27,06            | 25,80            | 21,51            | 16,12            | 9,65             | 3,10             |                  |
| Середній мінімум, °C                          | −8,54            | −6,56            | −1,04            | 5,52             | 10,05            | 15,02            | 20,94            | 19,66            | 15,37            | 9,96             | 3,50             | −3,05            |                  |
| Норма опадів, мм                              | 37               | 35               | 47               | 35               | 26               | 4                | 1                | 1                | 1                | 13               | 24               | 39               |                  |
| Середньомісячна швидкість вітру, м/с          | 1.40             | 2.10             | 3.10             | 3.23             | 2.81             | 2.71             | 3.07             | 2.70             | 2.36             | 2.34             | 1.99             | 1.40             |                  |
| Середньомісячна сонячна радіація, кДж/м²·день | 8987             | 11924            | 14319            | 17967            | 22073            | 26320            | 25930            | 23547            | 20112            | 14675            | 10696            | 8701             |                  |
| --------------------------------------------- | ---------------- | ---------------- | ---------------- | ---------------- | ---------------- | ---------------- | ---------------- | ---------------- | ---------------- | ---------------- | ---------------- | ---------------- | ---------------- |
| Джерело:                                      |                  |                  |                  |                  |                  |                  |                  |                  |                  |                  |                  |                  |                  |